# حياة وضيعة
حياة وضيعة ((الكورية: 파인: 촌뜨기들)) مسلسل كوري جنوبي، من إخراج وكتابة كانغ يون-سيونغ، ومن بطولة ريو سونغ ريونغ، يانغ سي جونغ، إيم سو جونغ. عرض على ديزني+ من 16 يوليو الى 13 أغسطس 2025.
تم اصدار أول ثلاث حلقات في 16 يوليو 2025، من ثما اصدار حلقتين كل يوم الاربعاء، بمجموع 11 حلقة.

## القصة
مسلسل هو دراما جريمة تدور أحداثه حول مجموعة من سكان الريف الذين يعانون من ضائقة مالية، وهم يتنافسون للوصول لسفينة كنز غارقة تحت سطح البحر. في هذه الاثناء، أوه هي دونغ (يانغ سي-جونغ). نشأ وكبر هي دونغ على يد عمه أوه غوان سوك (ريو سونغ ريونغ)، ولجأ إلى السرقة والاحتيال لكسب قوت يومه. بعد أن صقلته قسوة الحياة، ينطلق في مهمة محفوفة بالمخاطر مع عمه لاستعادة قطع خزفية ثمينة مدفونة في المياه قبالة سواحل سي-نان.

## طاقم

### رئيسي
- ريو سيونغ-ريونغ في أوه غوان سوك[1]
- يانغ سي-جونغ في دور أوه هي دونغ[1]
- إيم سو-جونغ في دور يانغ جونغ سوك[1]

### داعم
- كيم إيوي-سونغ[5]
- كيم سانغ-أوه[5]
- هونغ كي-جون[5]
- جانغ هوانج [5]
- كيم جونغ-سو[5]
- وو هيون[5]
- لي دونغ-هوي[6]
- يون-هو[5]
- ليم هيونع-جون[5]
- لي سانغ-جين[5]
- كيم مين[5]

### ظهور خاص
- غو يون

## الإنتاج
المسلسل من كتابة واخراج كانغ يون-سيونغ، الذي أنتج أفلاما مثل مدينة الجريمة (2017)، عاش الملك (2019)، ومسلسل رهان كبير (2019). سيتولى انتاج الموسيقى التصويرية يون ايل-سانغ، الذي عمل سابقا مع المخرج كانغ بمسلسل رهان كبير، وهو من انتاج شركة واي ووركس إنترتينمنت لصالح ديزني+.
في يوليو 2023، أفيد أن جي تشانغ ووك وريو سونغ ريونغ كانا في محادثات لتولي دور ثنائي العم وابن الأخ في مسلسل جديد مقتبس من ويب تون لكاكاو الذي كتبه يون تاي هو. رفض جي تشانغ ووك الدور لاحقًا في أكتوبر 2023. وتأخر الإنتاج حتى عام 2024.
في أواخر عام 2023، أُعلن عن انضمام يانغ سي جونغ بدلا من تشانغ ووك وإيم سو جونغ إلى فريق التمثيل. أُجريت قراءة السيناريو في 6 مارس 2025.

## روابط خارجية
- الموقع الرسمي
- حياة وضيعة على موقع IMDb (الإنجليزية)
- حياة وضيعة على موقع قاعدة بيانات الفيلم (الإنجليزية)
- حياة وضيعة على هانسينما